# بوبوویتسه
بوبوویتسه (به چکی: Bubovice) یک منطقهٔ مسکونی در جمهوری چک است که در ناحیه بروون واقع شده‌است.